# Лаптюжка
Лаптюжка — река в России, протекает в Поназыревском районе Костромской области и Шабалинском районе Кировской области. Устье реки находится в 748 км по левому берегу реки Ветлуга. Длина реки составляет 21 км, площадь водосборного бассейна 113 км².
Исток реки находится в Костромской области у деревни Мостовик в 15 км к северо-востоку от поселка Полдневица. Река течёт на восток по ненаселённому заболоченному лесу. Впадает в Ветлугу в Кировской области выше деревни Исаково-Раменье.

## Данные водного реестра
По данным государственного водного реестра России, относится к Верхневолжскому бассейновому округу, водохозяйственный участок реки  Ветлуга — от истока до города Ветлуга, речной подбассейн реки Волга — от впадения Оки до Куйбышевского водохранилища (без бассейна Суры). Речной бассейн реки (Верхняя) Волга до Куйбышевского водохранилища (без бассейна Оки).
По данным геоинформационной системы водохозяйственного районирования территории РФ, подготовленной Федеральным агентством водных ресурсов:
- Код водного объекта в государственном водном реестре — 08010400112110000040786
- Код по гидрологической изученности (ГИ) — 110004078
- Код бассейна — 08.01.04.001
- Номер тома по ГИ — 10
- Выпуск по ГИ — 0